# Pojuca
Pojuca este un oraș în statul Bahia (BA) din Brazilia.